# Cecilia Liñeira
María Cecilia Liñeira (Buenos Aires, 10 maggio 1983) è un'ex cestista argentina.

## Carriera
Con l'Argentina ha disputato i Campionati mondiali del 2006 e due edizioni dei Campionati americani (2005, 2013).